# Теряєво (Волоколамський район)
Теряево  (рос. Теряево) - село, підпорядковане місту Волоколамську Московської області Російської Федерації.
Муніципальне утворення — Волоколамський міський округ. У 2006-2019 роках органом місцевого самоврядування було сільське поселення Теряєвське. Населення становить 1376 осіб (2013).

## Історія
З 14 січня 1929 року входить до складу новоутвореної Московської області. Раніше належало до Волоколамського повіту Московської губернії. Належало до Волоколамського району до його ліквідації 9 червня 2019 року.
Сучасне адміністративне підпорядкування з 2019 року.

## Населення
| 1852  | 1859 | 1890  | 1899 | 1926  | 2002  | 2006  |
| ----- | ---- | ----- | ---- | ----- | ----- | ----- |
| 752   | ↗853 | ↗1024 | ↘969 | ↗1169 | ↗1188 | ↗1351 |
| 2010  |      |       |      |       |       |       |
| ↗1376 |      |       |      |       |       |       |